# Ferenc Sidó
Pour les articles homonymes, voir Sido.
Ferenc Sido [fɛrɛnʦ ʃidoː] (né le 18 avril 1923 à Vagpata (Slovaquie) et mort le 6 février 1998 à Budapest) était un joueur de tennis de table hongrois.
Il a été champion du monde de tennis de table en simple en 1953. Il a été deux fois champion du monde en double messieurs avec Ferenc Soos et József Koczian, et deux fois en double mixte avec Angelica Rozeanu (en 1952 et 1953), et champion d'Europe en double en 1960.
Ferenc Sido est élu au Temple de la renommée du tennis de table en 1995.